# Elbert Halvor Ahlstrom
Elbert Halvor Ahlstrom ( 15 de febrero de 1910, Filadelfia - 21 de agosto de 1979, Nueva Orleans) fue un profesor, ictiólogo, zoólogo, botánico, y algólogo estadounidense.
Como biólogo ictiólogo, y científico sénior, estuvo por más de 40 años en el Servicio Nacional de Pesca, trabajando antes en el Servicio de Pesca y Vida Silvestre y la Oficina de Pesca Comercial. Jugó un papel decisivo en el desarrollo de un medio de evaluar las poblaciones de peces marinos por muestreo sistemático de huevos y larvas de peces.

## Obra
- 2013. A Quantitative Study of Rotatoria in Terwilliger's Pond, Put-In-Bay. Ohio: Ohio Biol. Survey V1 ( 1), Bull. 30. Ed. Literary Licensing, LLC, 38 pp. ISBN 1258572079, ISBN 9781258572075

- 1984. Ontogeny and Systematics of Fishes: Based on an Internat. Simposio dedicado a la memoria de Elbert Halvor Ahlstrom : 15-18 de agosto de 1983, La Jolla, Calif. Vol. 1 de Special publ. / Am. Soc. of Ichthyologists and Herpetologists, Herpetologists. Ed. H. G. Moser y Univ. of Kansas, 760 pp.[2]

- 1959. Sardine Eggs and Larvae and Other Fish Larvae. Vol. 328 de US Fish and Wildlife Service; special scientific report, fisheries, 99 pp.

- 1958. High-speed Plankton Sampler. Fishery Bull. Con J.D. Isaacs. Ed. U.S. Gov. Printing Office, 28 pp.

- 1934. The Algal Genus Scenedesmus. Ed. Ohio State Univ. 182 pp.

- 1933. Plankton Algae of Lake Michigan. Ed. Ohio State Univ. 50 pp.

## Abreviatura (zoología)
La abreviatura Ahlstrom  se emplea para indicar a Elbert Halvor Ahlstrom como autoridad en la descripción y taxonomía en zoología.

- La abreviatura «Ahlstrom» se emplea para indicar a Elbert Halvor Ahlstrom como autoridad en la descripción y clasificación científica de los vegetales.[3]